# Свети Димитър (Хамбаркьой)
Вижте пояснителната страница за други значения на Свети Димитър.
„Свети Димитър“ (на гръцки: Αγίου Δημητρίου) е българска възрожденска православна църква в кукушкото село Хамбаркьой (Мандрес), Гърция, част от Поленинската и Кукушка епархия.
Църквата е изградена в северната част на селото в 1864 година. В архитектурно отношение представлява типичната за епохата трикорабна псевдобазилика с камбанария.
- Иконостасът
- Светата трапеза
- Проскинитарият на Свети Димитър